# San Buenaventura (Francisco Morazán)
San Buenaventura est une municipalité du Honduras, située dans le département de Francisco Morazán. Elle est fondée en 1889. La municipalité de San Buenaventura comprend 4 villages et 38 hameaux.

## Source de la traduction
- (en) Cet article est partiellement ou en totalité issu de l’article de Wikipédia en anglais intitulé « San Buenaventura, Francisco Morazán » (voir la liste des auteurs).